# Ronnie Drew
Joseph Ronald "Ronnie" Drew (irlandès: Ránall Ó Draoi; Dún Laoghaire, 16 de setembre de 1934 - Dublín, 16 d'agost de 2008) va ser un cantant, músic i actor irlandès, conegut internacionalment per la seva participació en el grup The Dubliners.
És reconegut principalment per la seva veu en les cançons "Seven Drunken Nights" i "The Irish Rover", peces que van arribar al top 10 de les llistes del Regne Unit. El seu aspecte també era fàcilment reconeixible, principalment per la seva llarga barba i la seva veu greu, que en una ocasió va ser descrita per Nathan Joseph com "el mateix so que fa el coc quan es destrossa contra una porta" ("like the sound of coke being crushed under a door").

## Discografia en solitari
- Ronnie Drew (1975) Núm. 7 a Irlanda
- Guaranteed (1978)
- Dirty Rotten Shame (1995) Núm. 1 a Irlanda
- The Humour Is on Me Now (1999)
- A Couple More Years (amb Eleanor Shanley) (2000) Núm. 47 a Irlanda
- An Evening With Ronnie Drew (2004)
- The Magic of Christmas (2004) (Convidat)
- El Amor De Mi Vida (amb Eleanor Shanley) (2006)
- A New World (2006)
- There's Life in the Old Dog Yet (2006)
- Pearls (amb Grand Canal) (2007)
- The Best of Ronnie Drew (2007)
- The Last Session: A Fond Farewell (2008) Núm. 18 a Irlanda; enregistrat i publicar en irlandès a Celtic Collections

### Senzills
- "Weila Weila" (1975) Irlanda No. 15
- "Spanish Lady" (1994) (Amb Dustin, The Saw Doctors) Núm. 1 a Irlanda
- "Easy and Slow" (2008) Núm. 18 a Irlanda